# Енн Фарадей
Енн Фарадей (нар. у 1948 році, Англія) — британський психолог, яка провела експериментальне дослідження сновидінь для своєї докторської дисертації в Університетському коледжі Лондона. Після кількох років експериментальних досліджень сновидінь вона навчалася гіпнотерапії, фрейдистському та юнгіанському аналізу та гештальт-терапії . Вона була піонером Руху людського потенціалу та Асоціації гуманістичної психології у Великобританії.

## Наукова діяльність
Енн Фарадей вважають піонером емпіричної оцінки змісту сновидінь. Вона є автором двох книг про тлумачення снів: бестселера «Сила снів» і «Гра снів». «Гра снів» присвячує розділ каламбурам уві сні, зокрема словесним каламбурам, реверсивним каламбурам, візуальним каламбурам, каламбурам із власними іменами, каламбурам із буквальними образами розмовних або сленгових метафор та каламбурам із буквальним зображенням звичайної мови тіла. З 1970-х років Фарадей виступала на багатьох радіошоу та семінарах з метою запису та тлумачення снів.
Згідно з Енциклопедією психології, «письменники та психологи, такі як Енн Фарадей, допомогли вивести аналіз снів із терапевтичної кімнати та популяризувати його, пропонуючи методи, які кожен може використати для аналізу своїх власних снів». Крім того, Фарадей писала для інформаційного бюлетня Асоціації з вивчення снів. Її книги засвідчують, що вона також пробувала йогу та заняття, схожі на дзен, які були популярні в той період. Фарадей вважала, що надаючи занадто мало значення снам, наше суспільство сприяє поганому запам’ятовуванню снів, які більшість людей відразу ж забувають після пробудження.

## Особисте життя
З 1970-х років вона та її партнер Джон Рен-Льюїс (1923–2006) багато подорожували, зокрема Сполученими Штатами, Малайзією та Таїландом, перш ніж осісти назавжди у Сіднеї, Австралія. У неї також є донька Фіона.